# Tartarugalzinho
Tartarugalzinho là một đô thị thuộc bang Amapá, Brasil. Đô thị này có diện tích 6712 km², dân số năm 2007 là 7869 người, mật độ 1,17 người/km².